# Trévago
Trévago település Spanyolországban, Soria tartományban. Trévago Valdelagua del Cerro, Fuentestrún, Matalebreras, Villar del Campo, Valdegeña, Suellacabras és Magaña községekkel határos. Lakosainak száma 47 fő (2024).

## Népesség
A település népessége az elmúlt években az alábbi módon változott:
| Lakosok száma | 69   | 90   | 70   | 71   | 65   | 55   | 48   | 43   | 60   | 47   |
|               | 2001 | 2004 | 2007 | 2009 | 2012 | 2014 | 2017 | 2019 | 2022 | 2024 |